# چوانیوما (لا اونیون)
چوانیوما (به اسپانیایی: Chuañuma) یک کوه در پرو است که در استان لا اونیون واقع شده‌است. چوانیوما ۵٬۰۰۰ متر بالاتر از سطح دریا واقع شده‌است.